# Markgrafschaft Tuscien

Italien um das Jahr 1000

Der Markgrafschaft Tuscien (italienisch Marca di Tuscia), auch Tuszien, Etrurien oder Toskana genannt, war eine Grenzmark von Reichsitalien und des Heiligen Römischen Reiches im Mittelalter. Es lag im nordwestlichen Mittelitalien und grenzte um das Jahr 1000 im Süden an den Kirchenstaat, im Westen an das Ligurische Meer und im Norden an die Lombardei und die Markgrafschaft Verona. Es umfasste eine Ansammlung von Grafschaften, die sich größtenteils im Tal des Arno befanden und sich ursprünglich auf Lucca konzentrierten.

## Geschichte
Der Markgrafschaft war eine Schöpfung der Karolinger als ein Nachfolger des langobardischen Herzogtums Tuscia. Nach dem Untergang des Weströmischen Reiches war Tuscia ab 568 Teil des Langobardischen Königreichs (Langobardia Major), bis 754 die fränkischen Könige in den Konflikt mit Papst Stephan II. eingriffen. Durch die Spende von Pepin wurde der südliche Teil von Tuscia um Viterbo Teil des neu gegründeten Kirchenstaats, während sich der nördliche Teil (oder die lombardische Toskana) zur kaiserlichen Markgrafschaft Tuscien entwickelte, nachdem Karl der Große 773/74 das lombardische Königreich endgültig erobert hatte. Es gehörte zusammen mit der Lombardei und der Markgrafschaft Verona zum Kerngebiet des kaiserlichen Reichsitalien.
Der erste Markgraf von Tuscien war Bonifatius I. dem dieser Titel 812 verliehen wurde. Auf ihn folgte Bonifatius II. Sie stammten aus dem Adelsgeschlecht Bonifacius, welches aus Bayern stammte. Die Bonifacius hielten die Markgrafschaft bis 931. Während des späten neunten und frühen zehnten Jahrhunderts war die Unterstützung der Markgrafen der Toskana entscheidend für jeden Kandidaten, der beabsichtigte, König von Italien zu werden.
931 enteignete Hugo von Arles, der sich selbst als Hugo I. zum König von Italien gemacht hatte, die Bonifacius, um alle wichtigen Lehen Italiens in den Händen seiner Verwandten zu festigen. Er gewährte seinem Bruder Boso die Toskana. Es blieb bis 1001 in den Händen von Familienmitgliedern, die als Bosoniden bekannt waren. Es behielt auch seinen Einfluss bei den königlichen Wahlen bei. 1027 wurde Rainier vom römisch-deutschen Kaiser Konrad II. als Markgraf abgesetzt, weil er sich ihm als König widersetzt hatte.
Darauf wurde das Territorium den Grafen von Canossa übergeben. Bonifatius IV. verwendete den Titel dux et marchio: Herzog und Markgraf. Er war ein Verbündeter der Kaiser des Heiligen Römischen Reiches, aber seine Macht war so groß, dass er die der Kaiser in Italien bedrohte. Er vereinigte das Canossa-Erbe, das größtenteils in der Emilia lag, mit der Toskana und gab es an seine Tochter Mathilde weiter. Neben ihren riesigen emilianischen Landgütern war ihr größter Besitz die Toskana. Mit Mathildes Tod im Jahr 1115 war in Norditalien die Ära der Feudalfürsten vorbei, die durch die Dominanz der Stadtstaaten, Seerepubliken und Gemeinden ersetzt wurde. Aus dem Gebiet der Markgrafschaften bildete sich u. a. die bedeutende Republik Florenz, welche 1589 unter der Herrschaft der Medici in das Großherzogtum Toskana überging.

## Markgrafen derToskana

### Haus Bonifacius
- 812–813: Bonifatius I.
- 828–834: Bonifatius II.
- 835–845: Aganus
- 847–884: Adalbert I.
- 889–915: Adalbert II. der Reiche
- 915–929: Guido
- 929–931: Lambert, †932

### Bosoniden
- 931–936: Boso
- 936–961: Humbert
- 961–1001: Hugo der Große (Herzog von Spoleto & Camerino 989–1001)

### Diverse Familien
- 1002–1012: Bonifatius III.
- 1014–1024: Rainier, † 1027
- 1027–1052: Bonifatius IV.
- 1052–1056: Mathilde unter Regentschaft ihrer Mutter Beatrix von Lothringen
- 1056–1069: Gottfried III. Herzog von Niederlothringen, Mathildes Stiefvater
- 1069–1115: Mathilde
- 1069–1076: Beatrix von Lothringen als Mitregentin
- 1120–1127: Konrad von Scheyern → Konrad I. (Meranien) (?)
- 1135–1136: Engelbert von Spanheim
- 1136–1139: Heinrich der Stolze (Welfen)
- 1139–1152: Ulrich von Attems (Vikar)
- 1152–1162: Welf VI., † 1193 (Welfen)
  - 1160–1163: Rainald von Dassel
- 1163–1173: Christian I. von Buch, Erzbischof von Mainz
- 1195–1197: Philipp von Schwaben (Staufer)